# Per-Anders Sääf
Per-Anders Sääf (* 11. April 1965 in Halmstad, Schweden) ist ein ehemaliger schwedischer Volleyballspieler.

## Karriere
Per-Anders Sääf begann mit dem Volleyball beim heimischen Gislaveds VBK. 1986 kam er in die deutsche Bundesliga und spielte beim Hamburger SV, mit dem er 1988 Deutscher Meister und 1989 Deutscher Pokalsieger wurde. In seiner Bundesligazeit war er ständig in den Ranglisten des deutschen Volleyballs vertreten. Danach ging der Mittelblocker nach Italien und Griechenland und spielte in Bologna, in Gioia del Colle, in Castellana Grotte bei PAOK Thessaloniki und in Catania.
Per-Anders Sääf spielte 394 mal für die Schwedische Nationalmannschaft und ist damit Rekordnationalspieler. Bei den Olympischen Spielen 1988 in Seoul belegte er Platz sieben. Außerdem nahm er an fünf Europameisterschaften (1985, 1987, 1989, 1991 und 1993) und an zwei Weltmeisterschaften (1990 und 1994) teil.
Per-Anders Sääf war auch im Beachvolleyball aktiv und ist heute Volleyballtrainer.